# Central Township (comté de Franklin, Missouri)
Central Township est un township du comté de Franklin dans le Missouri, aux États-Unis,.
Le township est baptisé en référence à son emplacement géographique dans le comté.

## Source de la traduction
- (en) Cet article est partiellement ou en totalité issu de l’article de Wikipédia en anglais intitulé « Central Township, Franklin County, Missouri » (voir la liste des auteurs).